# Squalius malacitanus
Squalius malacitanus és una espècie de peix cipriniforme de la família dels ciprínids.

## Morfologia
Els mascles poden assolir els 7,6 cm de longitud total.

## Distribució geogràfica
Es troba a la península Ibèrica (rius Guadalmina i Genal).